# Гулд, Питер (сценарист)
Питер Гулд (англ. Peter Gould) — американский сценарист, режиссёр и продюсер телевидения. Он работал над всеми пятью сезонами драматического сериала канала AMC «Во все тяжкие». Питер был номинирован на четыре премии Гильдии сценаристов США за свою работу над сериалом. Гулд работал с создателем сериала «Во все тяжкие» Винсом Гиллиганом над спин-оффом шоу, «Лучше звоните Солу».

## Образование
Гулд родился в Нью-Йорке. Он окончил колледж Сары Лоуренс в 1982 году со степенью бакалавра по английскому. В 1990 году, он окончил Университет Южной Калифорнии со степенью магистра.

## Карьера
В 2008 году Гулд присоединился к составу сценаристов первого сезона сериала «Во все тяжкие» в качестве редактора сюжетов. Он написал сценарий к эпизоду первого сезона, «Бизнес «по-взрослому»». Сценарный состав первого сезона был номинирован на премию Гильдии сценаристов США (WGA) как лучший новый сериал на церемонии в феврале 2009 года.
Гулд был повышен до исполнительного редактора сюжетов для второго сезона. Он написал сценарии к эпизодам второго сезона, «Укус мёртвой пчелы» и «Лучше звоните Солу». Сценарный состав был номинирован на премию WGA за лучший драматический сериал на церемонии в феврале 2010 года за их работу над вторым сезоном. Гулд был повышен до продюсера для третьего сезона и написал сценарий к эпизоду «Безымянный конь», а также стал соавтором сценария к эпизоду «По-кафкиански» вместе с партнёром-продюсером Джорджем Мастрасом. Гулд был снова повышен до супервайзового продюсера для четвёртого сезона в 2011 году.
Вместе с Гиллиганом, он в настоящее время является сошоураннером и сосценаристом спин-оффа сериала, «Лучше звоните Солу». Шоу дебютировало 8 февраля 2015 года, и стало самой высокорейтинговой премьерой сериала кабельного телевидения на сегодняшний день.
Эпизод «Уно» из первого сезона «Лучше звоните Солу» получил премию Гильдии сценаристов США за лучший сценарий в драматическом сериале в феврале 2016 года. Сценарий к эпизоду написали Гулд и Гиллиган.

## Фильмография
Сценарии
| Год  | Фильм                    | Роль                 | Примечания          |
| ---- | ------------------------ | -------------------- | ------------------- |
| 1994 | Двойной дракон           | Сосценарист          | На основе видеоигры |
| 2000 | Встреча с отцом          | Сценарист и режиссёр |                     |
| 2011 | Слишком крут для неудачи | Сценарист            | Телефильм           |

Производственный состав
| Год  | Шоу                | Роль                            | Примечания |
| ---- | ------------------ | ------------------------------- | ---------- |
| 2016 | Лучше звоните Солу | Исполнительный продюсер         | 2 сезон    |
| 2015 | Лучше звоните Солу | Исполнительный продюсер         | 1 сезон    |
| 2013 | Во все тяжкие      | Соисполнительный продюсер       | 5 сезон    |
| 2012 | Во все тяжкие      | Соисполнительный продюсер       | 5 сезон    |
| 2011 | Во все тяжкие      | Супервайзовый продюсер          | 4 сезон    |
| 2010 | Во все тяжкие      | Продюсер                        | 3 сезон    |
| 2009 | Во все тяжкие      | Исполнительный редактор сюжетов | 2 сезон    |
| 2008 | Во все тяжкие      | Редактор сюжетов                | 1 сезон    |

Телесценарии
| Год  | Шоу                | Сезон | Название эпизода        | Эпизод | Примечания                  |
| ---- | ------------------ | ----- | ----------------------- | ------ | --------------------------- |
| 2016 | Лучше звоните Солу | 2     | «Пригвождённый»         | 9      | Также режиссёр              |
| 2015 | Лучше звоните Солу | 1     | «Марко»                 | 10     | Также режиссёр              |
| 2015 | Лучше звоните Солу | 1     | «Михо»                  | 2      |                             |
| 2015 | Лучше звоните Солу | 1     | «Уно»                   | 1      | Вместе с Винсом Гиллиганом  |
| 2013 | Во все тяжкие      | 5     | «Гранитный штат»        | 15     | Также режиссёр              |
| 2013 | Во все тяжкие      | 5     | «Кровавые деньги»       | 9      |                             |
| 2012 | Во все тяжкие      | 5     | «Опасные условия»       | 3      |                             |
| 2011 | Во все тяжкие      | 4     | «Здоровье»              | 10     | Вместе с Дженнифер Хатчисон |
| 2011 | Во все тяжкие      | 4     | «Проблемный пёс»        | 7      | Также режиссёр              |
| 2010 | Во все тяжкие      | 3     | «Полумеры»              | 12     | Вместе с Сэмом Кэтлином     |
| 2010 | Во все тяжкие      | 3     | «По-кафкиански»         | 9      | Вместе с Джорджем Мастрасом |
| 2010 | Во все тяжкие      | 3     | «Безымянный конь»       | 2      |                             |
| 2009 | Во все тяжкие      | 2     | «Лучше звоните Солу»    | 8      |                             |
| 2009 | Во все тяжкие      | 2     | «Укус мёртвой пчелы»    | 3      |                             |
| 2008 | Во все тяжкие      | 1     | «Бизнес „по-взрослому“» | 7      |                             |